# 화천 수력발전소
화천 수력발전소(華川 水力發電所)은 대한민국 강원특별자치도 화천군 간동면 구만리에 있는 일제강점기의 수력발전소이다. 2004년 9월 4일 대한민국의 국가등록문화재 제109호로 지정되었다.
전력생산을 위주로 하는 발전용 댐으로서 한국수자원공사가 아닌 한국전력공사 기업집단에 속한 한국수력원자력주식회사가 관할하고 있다.

## 개요
준공 당시 전력공급을 위한 중요시설로 우리나라 경제발전에 견인차적인 역할을 한 발전소로 기능과 디자인의 조형미가 돋보인다.

## 참고 자료
- 화천 수력발전소 - 국가유산청 국가유산포털